# Summer Bachelors
Summer Bachelors is een Amerikaanse filmkomedie uit 1926 onder regie van Allan Dwan. In Nederland werd de film destijds uitgebracht onder de titel Als de kat van honk is.

## Verhaal
Derry Thomas is een jonge vrouw uit een welgestelde familie, die goed haar brood verdient. Ze is ontgoocheld over het huwelijk en wil nooit trouwen. Ze maakt kennis met enkele zakenlieden, waarvan de vrouwen weg zijn voor de zomer.

## Rolverdeling
| Acteur             | Personage               |
| ------------------ | ----------------------- |
| Madge Bellamy      | Derry Thomas            |
| Allan Forrest      | Tony Landor             |
| Matt Moore         | Walter Blakely          |
| Hale Hamilton      | Beverly Greenway        |
| Leila Hyams        | Willowdean French       |
| Charles Winninger  | Preston Smith           |
| John Holland       | Martin Cole             |
| Olive Tell         | Vrouw van Preston Smith |
| Walter Catlett     | Vrijgezel               |
| James F. Cullen    | Vrijgezel               |
| Cosmo Kyrle Bellew | Vrijgezel               |
| Charles Esdale     | Vrijgezel               |